# Illa Kruzof

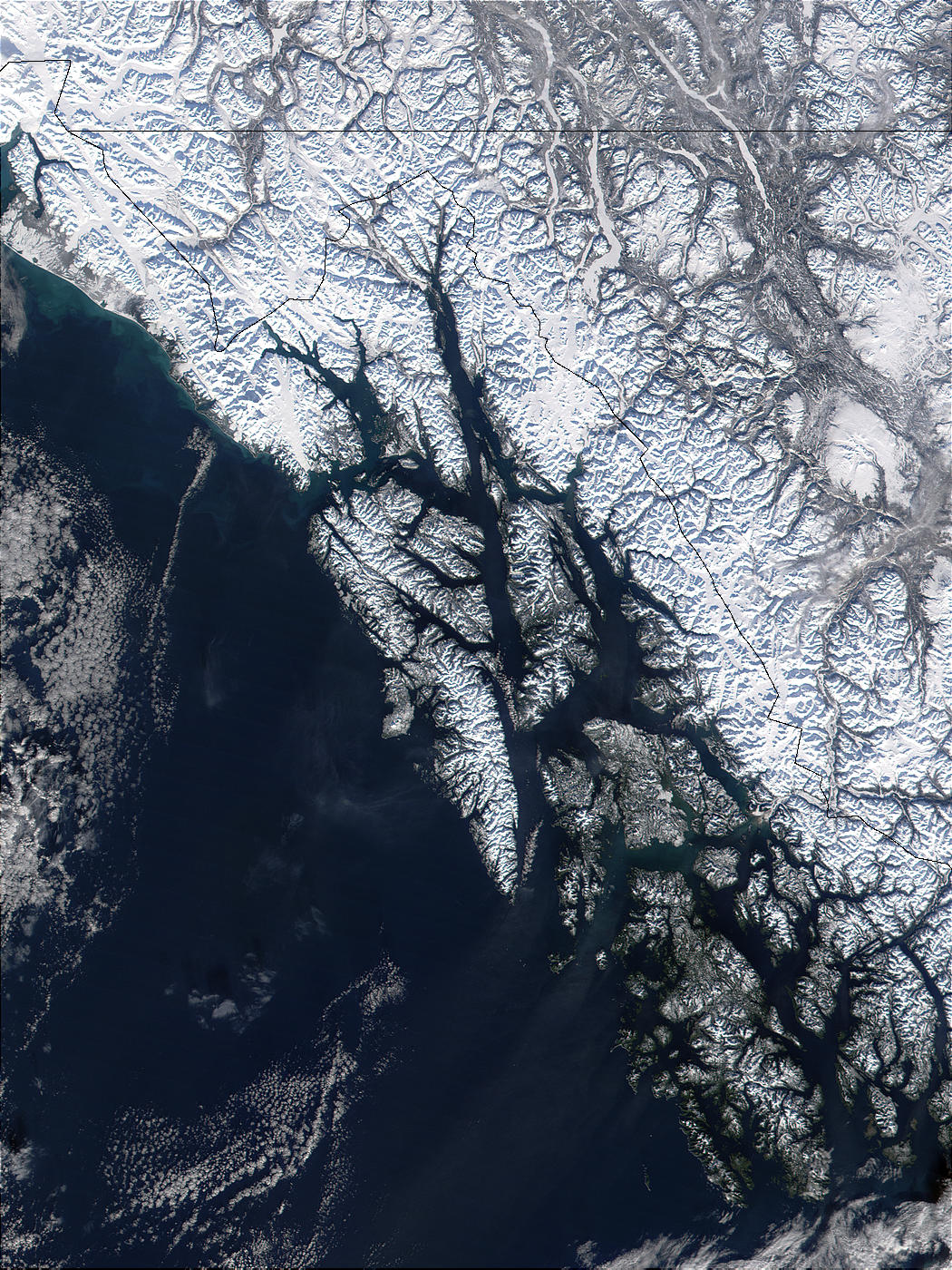
Visió de l'oest de la Colúmbia Britànica, el sud del territori del Yukon, la costa sud-est d'Alaska i les illes de l'arxipèlag Alexander.

L'illa Kruzof (en anglès Kruzof Island) és una illa de l'Arxipèlag Alexander, al sud-oest d'Alaska. Es troba uns 16 km a l'oest de Sitka, i forma part de la Ciutat i Borough de Sitka. El 1805 el Capità U.T. Lisianski l'anomenà Crooze Island, posteriorment almirall de l'Armada Russa. El 1849 el capità Tebenkov va recollir el nom Tlingit de l'illa com a Tlikh.

## Història del nom
Abans de ser batejat per Lisianski, era anomenada San Jacinto, ja que el Mt Edgecumbe fou nomenat Muntanya de San Jacinto per Don Juan de la Bodega y Quadra el 1775. La Perousé va anomenar a l'illa St. Hyacinthe. El Capità Nathaniel Portlock l'anomenà Pitt Island el 1787. Els primers comerciants russos l'anomenaren Sitka Island. El 1849 Constantin Grewingk anomenà a l'illa Edgecumbe.

## Geografia
L'illa fa 39 km de llargada per 14 d'amplada, amb una superfície de 433,7 km², cosa que la converteix en la 41a illa més gran dels Estats Units. L'illa és formada, en part, pel Mont Edgecumbe, un petit estratovolcà adormit i diversos cons volcànics i cons col·lapsats que componen el seu camp volcànic.
No hi ha població permanent a l'illa.
Kalinin Bay, a la costa nord de l'illa, va donar nom al vaixell de guerra USS Kalinin Bay, de la Segona Guerra Mundial. Entre la dècada de 1950 i la de 1970 els boscos de l'illa Kruzof van ser explotats per la fusta.